# شوتی

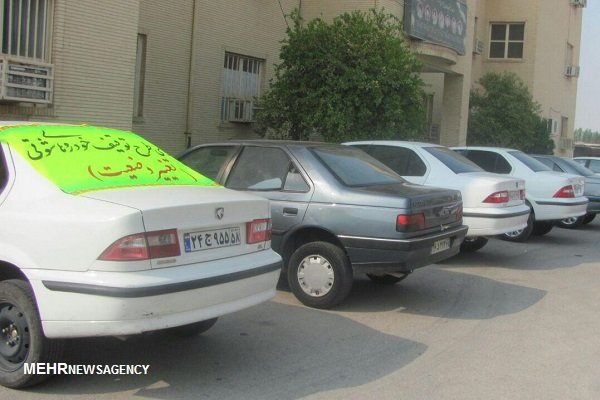
خودروهای شوتی توقیف‌شده

شوتی پدیده‌ای اجتماعی-اقتصادی در ایران است، که در آن افراد به قاچاق کالا یا انسان، به‌وسیله خودروهای خاصی با سرعت‌های غیرمجاز می‌پردازند. این خودروهای سواری خودروی شوتی نامیده می‌شوند، که اغلب خودروهایی مانند پژو ۴۰۵، پژو پارس، سمند و زانتیا می‌باشند. قربانی تصادف این خودروها شامل راننده خودروها، همچنین عابران پیاده، سرنشینان خودروی شوتی (در صورت قاچاق انسان) و سرنشینان خودروهای دیگر بوده است.

## سرعت غیرمجاز و تخلفات
خودروهای شوتی اغلب با سرعت‌های غیرمجاز بالاتر از ۱۸۰ کیلومتر بر ساعت حرکت می‌کنند، که گاهی تا ۲۶۰ کیلومتر بر ساعت نیز می‌رسد. ارتفاع عقب خودروهای شوتی اغلب بیش از حد استاندارد بوده و معمولاً بین ۸ تا ۱۴ انگشت بوده است. یکی از علل سرعت بالای خودروهای شوتی، شناسایی نشدن و فرار از دست پلیس است. همچنین این خودروها گاهی پلاک خود را نیز مخدوش می‌کنند. شوتی‌ها به‌طور معمول در جاده توقف نمی‌کنند.

## محموله و دستمزد
دستمزد رانندگان این خودروها در سال ۱۳۹۸ بین یک تا ۳ میلیون تومان متغیر بود. محموله این خودروها شامل کالای قاچاق و گاهی مواد مخدر، اسلحه و انسان است. شوتی‌های ساحلی، کالای ته‌لنجی نیز جابه‌جا می‌کنند. شوتی‌های شرق ایران، به قاچاق مهاجران افغان و گازویل نیز می‌پردازند. با توجه به شدت گرفتن تنش‌ها در افغانستان و قدرت گرفتن طالبان، آمار قاچاق انسان توسط خودروهای شوتی افزایش داشته است.

## نوع خودروها و نحوه کار
شوتی‌ها بیشتر از خودروهایی مثل پژو ۴۰۵، پژو پارس، سمند  و زانتیا استفاده می‌کنند. برخی از این خودروها دارای تعلیق تغییریافته و موتورهای تقویت‌شده و گاهی توربو شده هستند. همچنین گاهی در خودروهای شوتی کاتالیزور اگزوز حذف شده است.برخی از شوتی‌ها به دودزا نیز مجهز هستند که با انتشار دود غلیظ سفید، مانع دید خودروهای تعقیب‌کننده می‌شود. بیشتر خودروهای شوتی فقط صندلی راننده دارند و مابقی صندلی‌ها را درمی‌آورند.
شوتی‌ها بیشتر به صورت گروهی فعالیت می‌کنند و یکی از اعضای گروه به نام به‌پا یا راه پاک‌کن که وظیفه اطلاع‌رسانی به راننده‌های شوتی را دارد. راه پاک‌کن‌ها همیشه جلوتر از ماشین‌های شوتی حرکت می‌کنند و اغلب به وسیله بیسیم با راننده‌ها در ارتباط می‌باشند. به‌پا یا راه پاک‌کن وظیفه چک‌کردن پلیس را دارد.
 رانندگانی که در زمینهٔ شوتی تجربهٔ بیشتری دارند گاهی به‌صورت تکی کار می‌کنند.